# Leucogeorgia longipes
Leucogeorgia longipes är en mångfotingart som beskrevs av Karl Wilhelm Verhoeff 1930. Leucogeorgia longipes ingår i släktet Leucogeorgia och familjen kejsardubbelfotingar. Inga underarter finns listade i Catalogue of Life.